# Acidota crenata
Acidota crenata är en skalbaggsart som först beskrevs av Fabricius 1793.  Acidota crenata ingår i släktet Acidota, och familjen kortvingar. Arten är reproducerande i Sverige.